# Antica diocesi di Schleswig

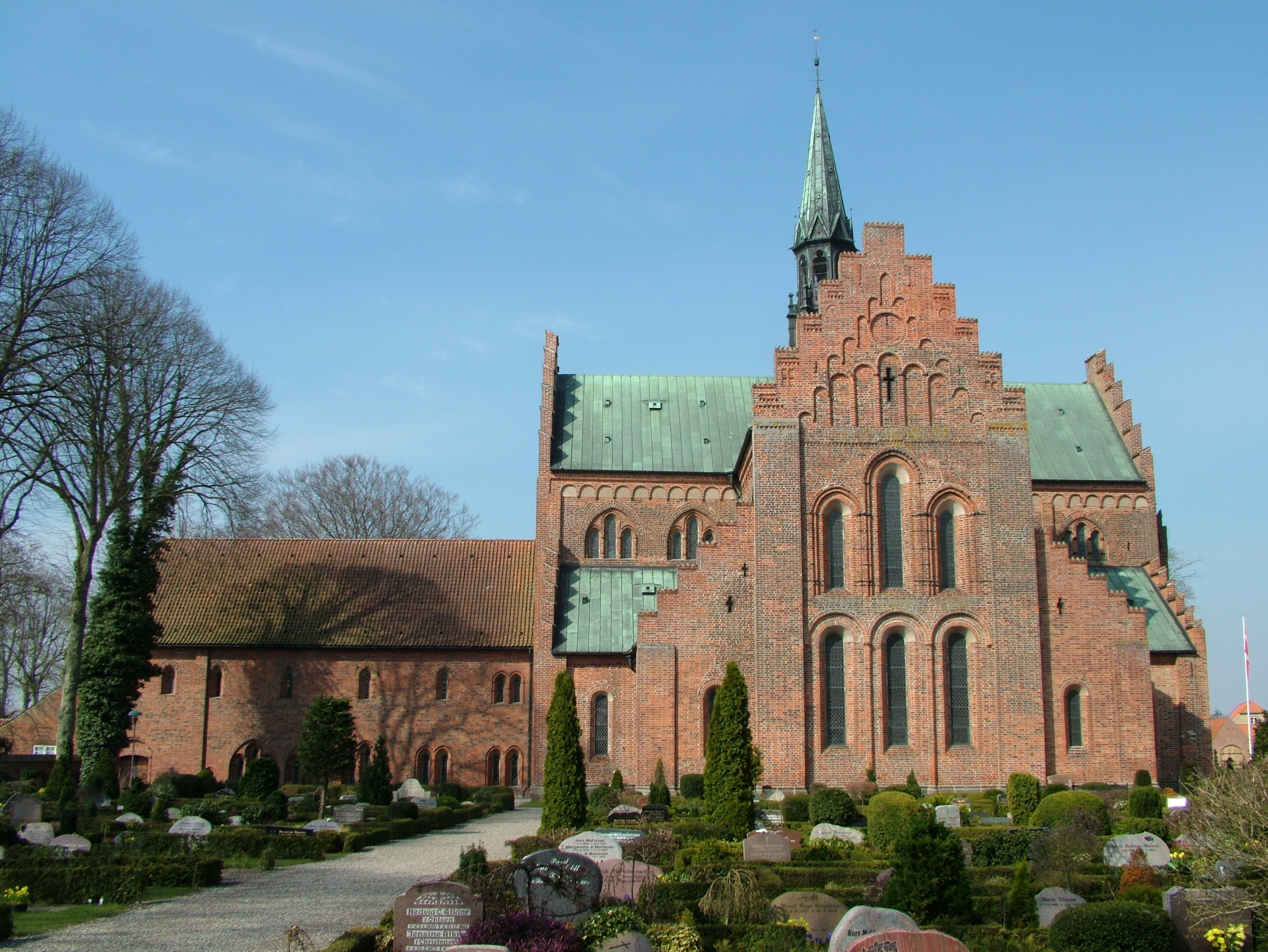
La chiesa del monastero cistercense di Løgumkloster Sogn, comune di Tønder, fondato nel 1173.

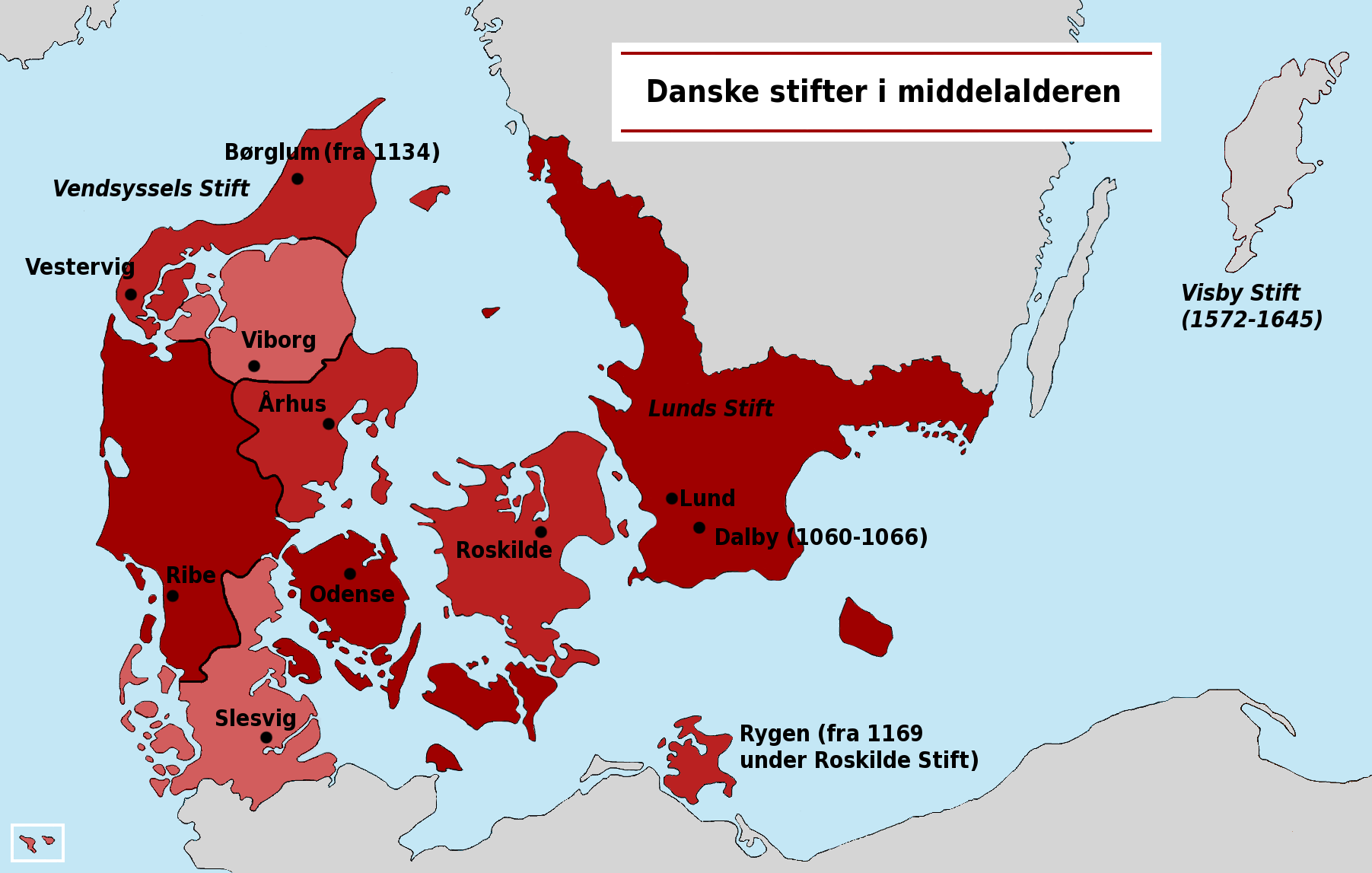
Mappa della provincia ecclesiastica di Lund nel Medioevo.

La diocesi di Schleswig (in latino Dioecesis Sleswicensis) è stata una sede della Chiesa cattolica soppressa a causa della Riforma protestante in Danimarca, e successivamente spartita con la Germania.

## Territorio
La diocesi comprendeva il ducato di Schleswig, territorio all’epoca parte della Danimarca. Era delimitata a sud dall'arcidiocesi di Amburgo-Brema e a nord dalla diocesi di Ribe; ad ovest e ad est era bagnata dal mare.
Sede vescovile era la città di Schleswig, solo secoli dopo diventata tedesca, dove si trova la cattedrale di San Pietro.

## Storia
L'evangelizzazione di questa regione del nordeuropa iniziò abbastanza presto. Fu nell'VIII secolo che Atrebanus, discepolo di Willeado, primo vescovo di Brema, percorse la regione di Dithmarschen fondandovi una stazione missionaria, ma trovò la morte per mano dei Sassoni attorno al 780.
Nel IX secolo sant'Ansgario eresse una prima chiesa a Schleswig, ma i successi missionari furono interrotti da una reazione pagana. Fu solo nel X secolo che l'opera di evangelizzazione dei missionari provenienti da Amburgo-Brema ebbe successo. Nel 948 furono erette tre diocesi: Ribe, Århus e Schleswig.
Il primo vescovo noto è Hored, che nel giugno 948 prese parte al concilio di Ingelheim, convocato per risolvere lo scisma nella chiesa di Reims con la sede disputata fra due contendenti, Artaldo e Ugo di Vermandois.
Nel 988 la diocesi di Schleswig cedette una porzione di territorio a vantaggio dell'erezione della diocesi di Odense.
Originariamente la diocesi era suffraganea dell'arcidiocesi di Amburgo. Nel 1104, contestualmente al passaggio della regione sotto il dominio danese, la diocesi divenne suffraganea dell'arcidiocesi di Lund.
Molte furono le abbazie ed i monasteri presenti sul territorio diocesano, che contribuirono allo sviluppo materiale e spirituale della regione. Tra questi si ricordano in particolare le abbazie cistercensi di Løgumkloster, di Guldholm e di Schleswig, e i conventi francescani di Hadersleben, di Tondern e di Schleswig.
L'ultimo vescovo cattolico in comunione con la Santa Sede fu Gottschalk di Ahlefeldt; particolarmente accondiscendente con re Cristiano III di Danimarca, contrattò col sovrano il passaggio di consegne al predicatore Tilemann von Hussen che sarebbe divenuto il vescovo protestante dopo la sua morte: il 25 gennaio 1541, la diocesi cattolica divenne quindi una sede evangelica che tuttavia soffrì le intricate vicende dinastiche della zona, che si frantumò fra domini danesi diretti, quelli dei loro parenti e vassalli gli Holstein-Gottorp, e i feudi danesi ricadenti nel Sacro Romano Impero. Nel 1624 la diocesi fu quindi incamerata come proprietà della Corona.
I pochi fedeli rimasti cattolici furono sottomessi dal 1667 all'autorità dei vicari apostolici delle Missioni del Nord, e dal 1868 ai prefetti apostolici dello Schleswig-Holstein. Per i fedeli protestanti invece, dopo la Prima guerra mondiale nella porzione demaniale rimasta danese fu eretta la diocesi di Haderslev, mentre per la minoranza in territorio tedesco fu creata la Chiesa danese nello Schleswig meridionale.

## Cronotassi dei vescovi
- Hored † (prima di giugno 948 - 21 aprile 972 deceduto)
- Adaldag † (972 - 4 maggio 984 deceduto)
- Folkbert † (984 - 14 dicembre 990 deceduto)
- Marco † (991 - 11 novembre 1011 deceduto)
- Poppo † (1011 o 988 - 19 luglio 1016 deceduto)
- Ekkehard † (1015 ? - 2 agosto 1026 deceduto)
- Rudolf † (1027 - 4 novembre 1046 deceduto)
- Ratolf † (1046 - circa 1060 o 1061 deceduto)
- Sigvard † 1061 - 1072 ?)
- Gunner † (1072 - 23 aprile circa 1116 deceduto)
- Adelbert † (circa 1120 - 4 giugno 1134 deceduto)
- Rike (Rico) † (1135 - 1138 nominato vescovo di Roskilde)
- Hermann † (1138 - 16 gennaio 1145 deceduto)
- Occo † (1148 - 1154 dimesso)
- Esbern † (1154 - 1167 deposto)
- Occo † (1167 - 1167 dimesso)
- Friedrich † (1167 - 3 maggio 1179 deceduto)
- Waldemar † (1182 - novembre 1207 deceduto)
- Nikolaus † (1208 - 2 luglio 1233 deceduto)
- Tyge † (1233 - circa 1239 deceduto)
- Johannes † (1240 - 1244 deceduto)
- Eskil † (1244 - 2 aprile 1255 deceduto)
- Nikolaus † (16 maggio 1255 consacrato - 1265 deceduto)
- Bonde † (1267 - 1282 deceduto)
- Jakob † (1282 - 17 aprile 1287 deceduto)
- Berthold † (1288 - 23 dicembre 1307 deceduto)
- Johannes von Bokholt † (28 luglio 1308 consacrato - 6 maggio 1332 deceduto)
- Hellembert † (10 giugno 1331 consacrato - 1343 dimesso)[2]
- Heinrich von Warendorp † (31 marzo 1343 - 1349 deceduto)
- Dietrich Kagelwit, O.Cist. † (23 maggio 1351 - 20 febbraio 1353 nominato vescovo di Minden)
- Nikolaus Brun † (2 luglio 1354 - 1367/1371 deceduto)
- Heinrich † (30 gennaio 1370 - 23 ottobre 1374 nominato vescovo di Ösel-Wiek)
- Johann Skondelev, O.F.M. † (24 gennaio 1375 - 10 agosto 1421 deceduto)
- Heinrich vom See † (17 dicembre 1421 - 1428 dimesso)
- Nikolaus Wulf † (31 gennaio 1429 - aprile 1474 dimesso)
- Helrich von der Wisch † (18 aprile 1474 - 19 aprile 1488 deceduto)
- Eggert Dürkop † (8 aprile 1489 - 6 novembre 1499 deceduto)
- Detlef Pogwisch † (20 dicembre 1499 - 15 gennaio 1507 deceduto)
- Gottschalk of Ahlefeldt † (21 maggio 1507 - 25 gennaio 1541 deceduto)
  - Sede soppressa